# Stazione di Interlaken Est
La stazione di Interlaken Est è una delle due stazioni ferroviarie a servizio dell'omonima città svizzera. È gestita dalle Ferrovie dell'Oberland bernese.

## Storia
La stazione aprì il 1° luglio 1874, insieme alla tratta tra la stazione di Interlaken e Bönigen della Bödelibahn. 
Inizialmente classificata come fermata senza personale di servizio e battezzata Zollhaus, con l'apertura delle Ferrovie dell'Oberland bernese, nel 1890, di cui divenne capolinea, la stazione guadagnò importanza come punto di interscambio (ulteriormente incrementato con l'apertura, nel 1916, della tratta Brienz-Interlaken della ferrovia del Brünig) e prese il nome Interlaken Ost (con la precedente stazione di Interlaken che divenne Interlaken West).

## Interscambi
Nel pressi della stazione fermano gli autobus dell'AutoPostale Svizzera.
La vicinanza con il lago di Brienz consente l'interscambio anche con le linee di navigazione della BLS Schifffahrt (BLSSF); attraversato il fiume Aar si trova anche il capolinea inferiore della funicolare Harderbahn.